# ماریو فریک (بازیکن فوتبال)
ماریو فریک (انگلیسی: Mario Frick؛ زادهٔ ۷ سپتامبر ۱۹۷۴) بازیکن سابق و مربی فوتبال اهل لیختن‌اشتاین است.
از باشگاه‌هایی که در آن بازی کرده‌است می‌توان به باشگاه فوتبال هلاس ورونا، باشگاه فوتبال بازل، باشگاه فوتبال زوریخ، باشگاه فوتبال ترنانا، باشگاه فوتبال روبور سیه‌نا، باشگاه فوتبال گراس‌هاپر زوریخ، باشگاه فوتبال اتلتیکو آرتزو، و باشگاه فوتبال سنت گالن اشاره کرد.
وی همچنین در تیم ملی فوتبال لیختن‌اشتاین بازی کرده‌است.